# Ina Menzer
Ina Menzer est une boxeuse professionnelle allemande née le 10 novembre 1980 à Atbassar, Kazakhstan.

## Carrière
Elle devient champion du monde WIBF des poids plumes le 22 octobre 2005, titre quelle défend 14 fois les 4 années suivantes, puis s'empare des ceintures WBC le 8 mars 2008 et WBO le 10 octobre 2009. Menzer perd son premier combat aux points face à la canadienne Jeannine Garside le 3 juillet 2010 puis remporte à nouveau la ceinture WIBF ainsi que le titre WIBA de la catégorie aux dépens de Goda Dailydaite le 24 août 2013.